# 유 (지지)
유(酉)는 지지의 열째로, 닭을 상징한다. 오행에서는 금(金)에 속하며, 음양에서는 음(陰)에 해당한다.

## 유를 포함한 간지
- 계유
- 을유
- 정유
- 기유
- 신유

## 같이 보기
- 수탉
- 봉황